# هندسة تفاضلية

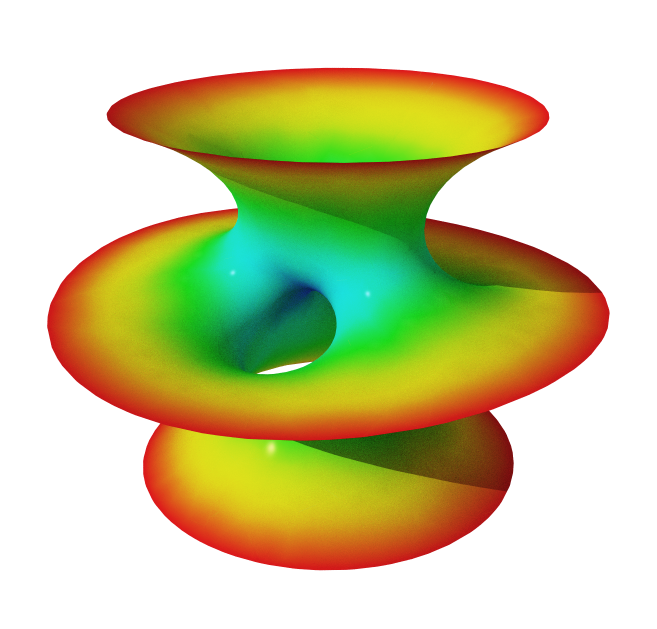

في الرياضيات، الهندسة التفاضلية هي الحقل الذي يتعامل مع دالة قابلة للمفاضلة على متعدد الشعب قابل للمفاضلة أيضًا، يظهر طبيعيًا من دراسة نظرية المعادلات التفاضلية.
أما  الهندسة التفاضلية  فهي دراسة الهندسة باستعمال حساب التفاضل والتكامل. هذه الحقولِ مترابطة، ولها العديد من التطبيقاتِ في الفيزياء، بشكل خاص في نظرية النسبية العامة. وهم سوية يكونون النظرية الهندسية لمتعددات الفروع القابلة للمفاضلة - الذي يمكّن أيضاً من دراستهم مباشرة من وجهة نظر نظام ديناميكي.

## جوهري مقابل عرضيِ
منذ البداية وحتى منتصف القرن التاسع عشر، درِست الهندسة التفاضلية من وجهة نظر  عرضية  : حيث يتم اعتبار المنحنى ،و السطح واقعين في فضاء إقليدي ذو أبعاد أكثر (على سبيل المثال سطح في فضاءِ بيئيِ مِنْ ثلاثة أبعاد). إنّ النَتائِجَ الأسهلَ تلك في هندسة تفاضلية للأقواس.
كانت البداية بعملِ ريمان،حيث طُوّرتْ وجهة نظر  الجوهرية ، وفيها لا يمكن الكَلام عن نقلخارج' الجسمِ الهندسيِ خارجا لأنه يعتَبَرُ أساسا معرفا بشكل حر.
إنّ وجهةَ النظر الجوهرية أكثر مرونة، فهو على سبيل المثال مفيدة في النسبيةِ حيث لا يمكن أَن يؤخذ الزمكان بشكل عرضي. وفق وجهة النظر الجوهرية من الصعب تعريف التقوس وتراكيب أخرى مثل الاتصال الرياضي، لذا هناك صعوبات تفرضها وجهة النظر هذه.
وجهتي النظر هاتين يُمْكِنُ أَنْ تُصالحا، وبمعنى آخر: الهندسة العرضية يُمْكِنُ أَنْ تعتَبر كإضافة تركيبِ إلى الجوهريةِ.

## هندسة المنحنيات التفاضلية
- قائمة بمواضيع المنحنيات
- صيغ فريني-سيري
- المنحنيات في الهندسة التفاضلية
- عنصر خط
- انحناء Curvature
- نصف قطر الانحناء Radius of curvature
- دائرة التقبيل
- منحني Curve

## هندسة السطوح التفاضلية
- سطح مسطر,
- سطح مخروطي Conical surface
- انحناء متوسط Mean curvature
- مبرهنة إغريغوم
- مبرهنة غاوس-بونيت.

## الحسبان على متعددات التفرع Gauss-Bonnet مبرهنة
- حسبان متعدد المتغيرات,
- متعدد التفرع Manifold
- شعاع مماسي أو متجه مماسي Tangent vector
- فضاء مماسي Tangent space
- حزمة مماسات Tangent bundle
- فضاء مماسي مرافق Cotangent space
- حزمة مماسية مرافقة Cotangent bundle
- حزمة شعاعية Vector bundle
- حقل شعاعي Vector field
- حقل تينسوري Tensor field
- شكل تفاضلي Differential form
- مشتق خارجي Exterior derivative
- مبرهنة فروبنيوس,
- اتصال (رياضيات) Contact (mathematics

## طوبولوجيا تفاضلية
- تشاكل تفاضلي Diffeomorphism
  - Large diffeomorphism
- قابلية توجيه Orientability
- مبرهنة ويتني المضمرة Whitney embedding theorem
- قيمة حرجة Critical value
- نقطة سادل Saddle point
- نظرية مورس Morse theory
- مشتق لاي Lie derivative
- مبرهنة هيري بول Hairy ball theorem
- مبرهنة بوانكاريه-هوبف Poincaré-Hopf theorem
- مبرهنة ستوكس,
- De Rham cohomology
- مفارقة سميل Smale's paradox

## حزم ليفية Fiber bundles
- الحزمة الليفية
- حزمة مبدئية Principal bundle
  - حزمة إطار Frame bundle
  - حزمة هوبف Hopf bundle
- حزمة مترافقة Associated bundle
- حزمة شعاعية Vector bundle
  - حزمة مماسية Tangent bundle
  - حزمة مماسية مرافقة Cotangent bundle
  - حزمة خط Line bundle
- حزمة مفصلية Jet bundle

## هندسة ريمانية
- List of coordinate charts،
- تينسور متري Metric tensor،
- متعدد شعب ريماني،
- هندسة لاإقليدية،
  - زيادة زاوية Angle excess،
  - عالم-كرة Sphere-world،
- معامل نجمة هودج Hodge star operator
- حقل شعاع قاتل Killing vector field
- جيوديسي Geodesic
  - جيوديسي أولي Prime geodesic
- جيوديسي
- إسقاط أسي Exponential map
- Injectivity radius
- حقل جاكوبي,
- مبرهنة المجانسة Uniformization theorem
- مبرهنة مايرز Myers theorem
- فضاء متناظر Symmetric space
- سطح فائق Hypersurface
- مبرهنة ناش المضمرة Nash embedding theorem
- مبرهنة الانضغاط لغروموف،
- حدسية هسيانغ-لاوسون Hsiang-Lawson's conjecture
- متعدد تفرع جزئي ريماني Riemannian submanifold

## بنى متعددة
- متري جوهري Intrinsic metric
- متعدد تفرع ريماني كاذب Pseudo-Riemannian manifold
- متعدد تفرع ريماني-جزئي Sub-Riemannian manifold
- نسبية عامة General relativity
- هولونومي (تقييد تام) Holonomy، هولونومي محلية
- G-structure
- متعدد تفرع معقد Complex manifold،
- متعدد تفرع معقد تقريبا Almost complex manifold
- متعدد تفرع كيلر Kähler manifold
  - متعدد شعب كلابي ياو
- Hyperkähler manifold
- هندسة تماسكية
- هندسة اتصال Contact geometry
- G2 manifold
- تورق
- شروط التكاملية للجمل التفاضلية
- هندسة فينسلر Finsler geometry
- هندسة معلومات Information geometry

## انحناءCurvature
المقالة الرئيسية : انحناء متعدد تفرع ريماني
- مبرهنة إغريغوم
- مبرهنة غاوس-بونيت,
- اسقاط غاوس Gauss map
- شكل أصلي ثان Second fundamental form
- شعاع انحناء Curvature vector
- شكل الانحناء Curvature form
- تينسور الانحناء Curvature tensor
- انحناء جيوديسي Geodesic curvature
- انحناء مقياسي Scalar curvature
- انحناء مقطعي Sectional curvature
- انحناء ريتشي Ricci curvature، انبساط ريتشي Ricci flat
- انحناء ويلي Weyl curvature
- جريان ريتشي Ricci flow
- سطح أصغري Minimal surface
- تواصل (رياضيات) Connection (mathematics)
  - شكل التواصل Connection form
    - مبرهنة شيرن-غاوس-بونيت Chern-Gauss-Bonnet theorem
    - Chern-Weil homomorphism

  - تواصل كارتان Cartan connection
    - تطبيقات تواصل كارتان Cartan connection applications
    - Vierbein
    - نظرية ابنشتاين-كارتان Einstein-Cartan theory

  - مشتق متباين مترافق Covariant derivative
  - تواصل ليفي-كيفيتا Levi-Civita connection
  - إطار متحرك Moving frame
  - نقل متوازي Parallel transport
  - عزم (هندسة تفاضلية) Torsion (differential geometry